# Frascineto
Frascineto  község (comune) Olaszország Calabria régiójában, Cosenza megyében.

## Fekvése
A megye északi részén fekszik. Határai: Cassano all’Ionio, Castrovillari és Civita.

## Története
A települést a 15. században alapították Calabriában megtelepedő albánok, akiket a törökök űztek el országukból.

## Népessége
A népesség számának alakulása:

## Főbb látnivalói
- Santa Maria Assunta-templom
- San Basilio Magno ad Eianina-templom
- San Pietro-templom